# Fascinator

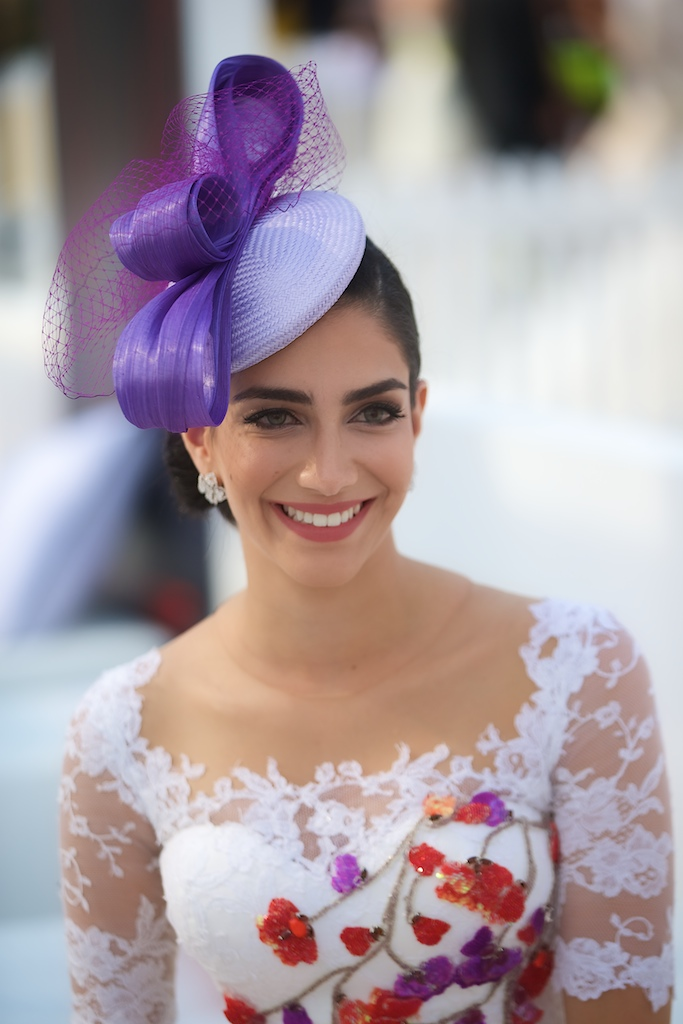
Fascinator

Een fascinator (Engels) is een hoofdversiering die – in tegenstelling tot een hoed – het hoofd slechts deels bedekt en louter decoratief is bedoeld. De fascinator kan bestaan uit tule, linten, strikken, zijden bloemen of veren en wordt meestal met een haarclip of -beugel op het hoofd bevestigd.
Een fascinator kan in plaats van een hoed worden gedragen bij formele feestelijke gelegenheden zoals een bruiloft, beroemde paardenraces of de opening van het parlementaire jaar. Deze hoofdversiering wordt vaak in verband gebracht met de Britse koninklijke familie en haar entourage.
Daarnaast kan het een accessoire zijn als de dresscode vraagt om een avondjurk of cocktailjurk. Een fascinator kan volgens de etiquette zowel overdag als ‘s avonds gedragen worden. Hij kan uitbundig zijn, maar heeft toch iets minimalistisch en elegants; Vanity Fair omschrijft de fascinator als de haiku van de hoeden. Het is in zekere zin een hoed zonder hoed, een waarvan alleen de versiering van belang is, de hoed en de rand doen niet ter zake.
Een hatinator is een hoedachtige fascinator. De term is een samentrekking van het Engelse woord ‘hat’ (hoed) met ‘fascinator’. Het gaat dan om een hoed die vaak schuin of zelfs verticaal tegen het hoofd staat en door een beugel op het hoofd geklemd wordt.

## Geschiedenis
Het woord fascinator is in het Engels geattesteerd in 1677, duidend op iemand die fascineert, bekoort, betovert. Het kan ontleend zijn aan het Latijn, waar het dezelfde betekenis had, of aan het Neolatijn, de taal van de renaissanceschrijvers. Erasmus voerde het oog op als fascinator, giftige en besmettelijke aanstichter van de fascinatie.
In de 18e en 19e eeuw wordt het woord fascinator in een specifieke modebetekenis gebruikt: het duidt dan op een langwerpige, sjaalachtige doek die op of om het hoofd gedragen wordt, gemaakt van kant of zijde, of fijn haak- of breiwerk. Deze term raakt in onbruik, maar komt in de jaren zestig van de twintigste eeuw weer op in de huidige betekenis. Vanaf de jaren zeventig worden het echte kunstwerkjes.
Hoewel de term fascinator in onbruik was, waren er vanaf het het eind van de 19e eeuw wel voorlopers aan te wijzen, zoals de kokette hoedjes, die in de Britse victoriaanse periode ver naar voren op het hoofd werden gedragen en bij het achterhoofd met een band onder het haar vastgezet werden. In de jaren dertig waren er de naast de 'doll hats' (miniatuurhoedjes) ook de surrealistische ontwerpen van Elsa Schiaparelli in de vorm van objecten zoals lampenkappen of schoenen. In de jaren vijftig experimenteerde Cristóbal Balenciaga met hoofdtooien die qua vorm afstand namen van de klassieke hoed.
In de jaren zestig was het de hoedenmaker John P. John die voor zijn label Mr. John de term fascinator herintroduceerde. Hij duidde er hoeden mee aan die hij maakte van de stof voor sluiers. In de jaren zeventig ten slotte moderniseerde Stephen Jones het genre tot een conceptueel en fantastisch fenomeen.

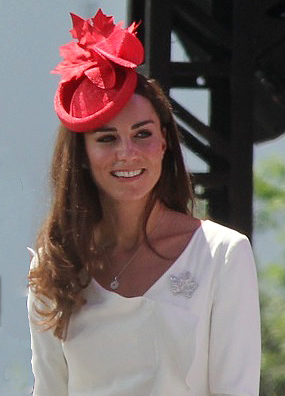
Hertogin van Cambridge met fascinator
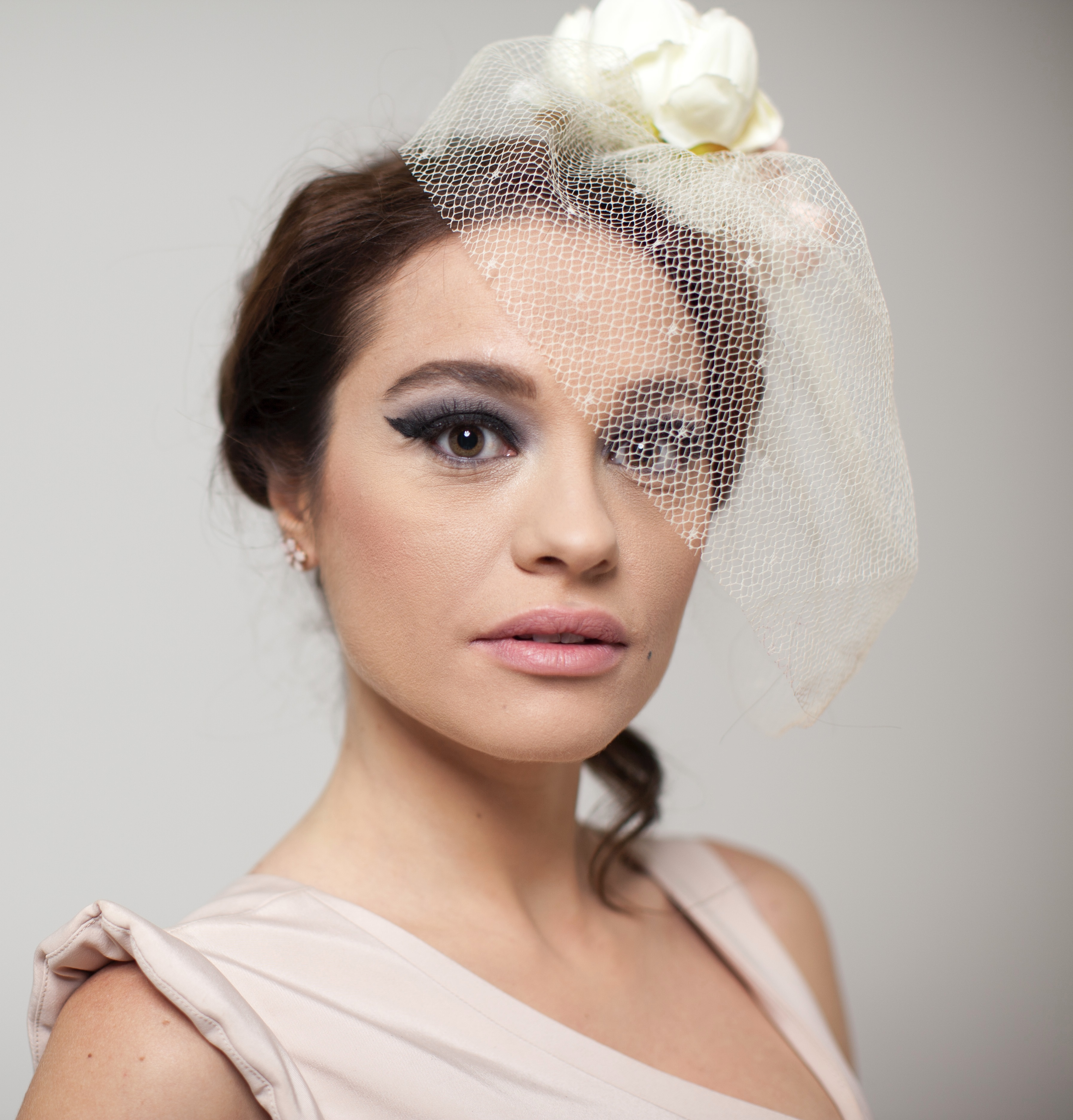
Fascinator met tule en bloem
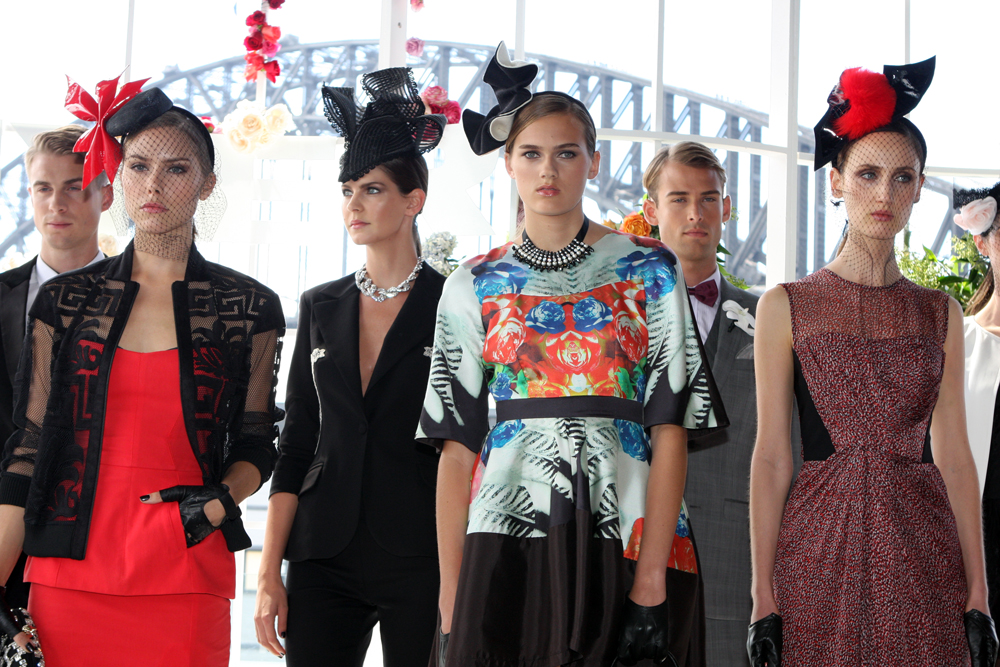
Verschillende fascinators
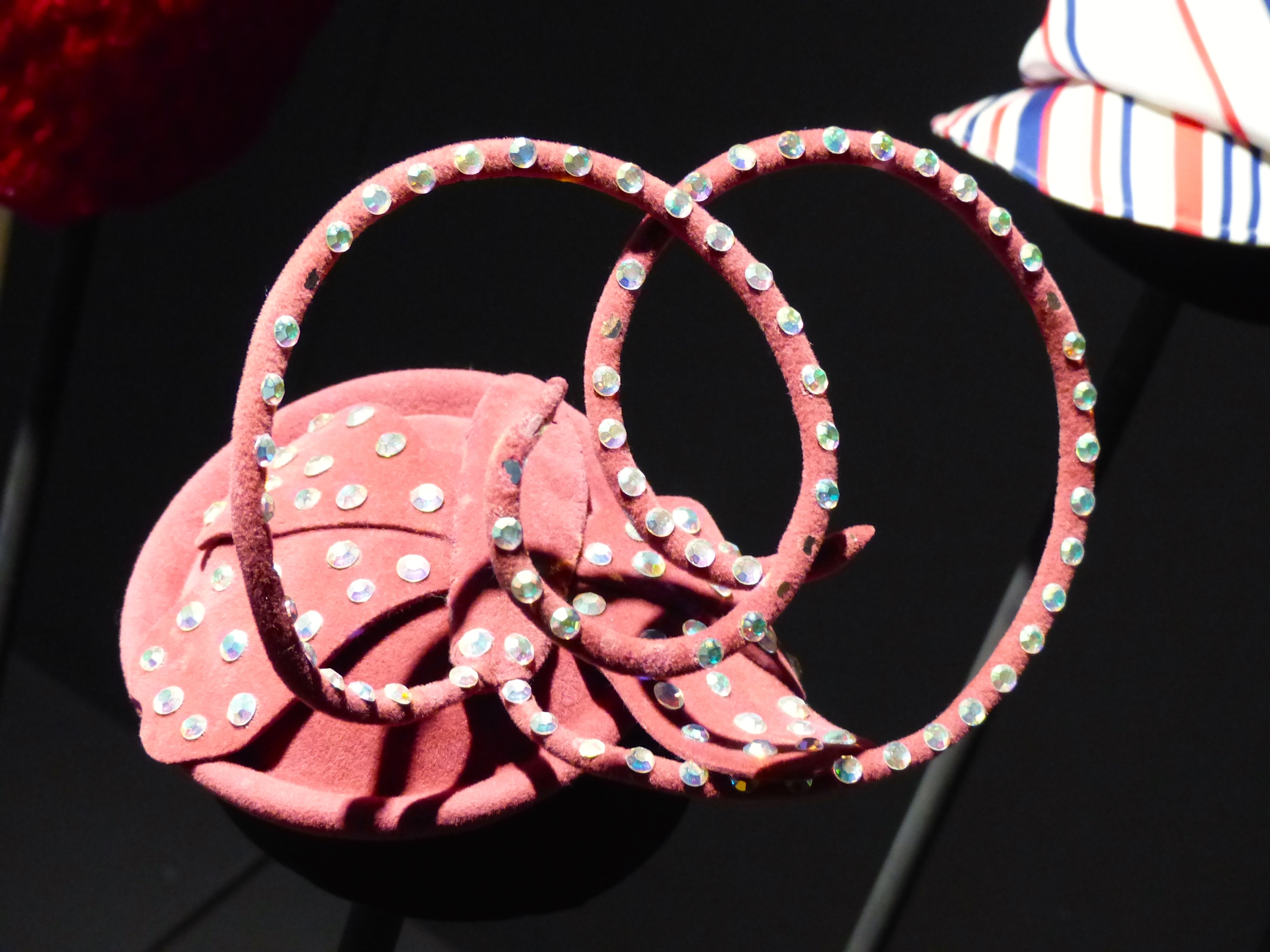
Fascinator met de beugels duidelijk zichtbaar
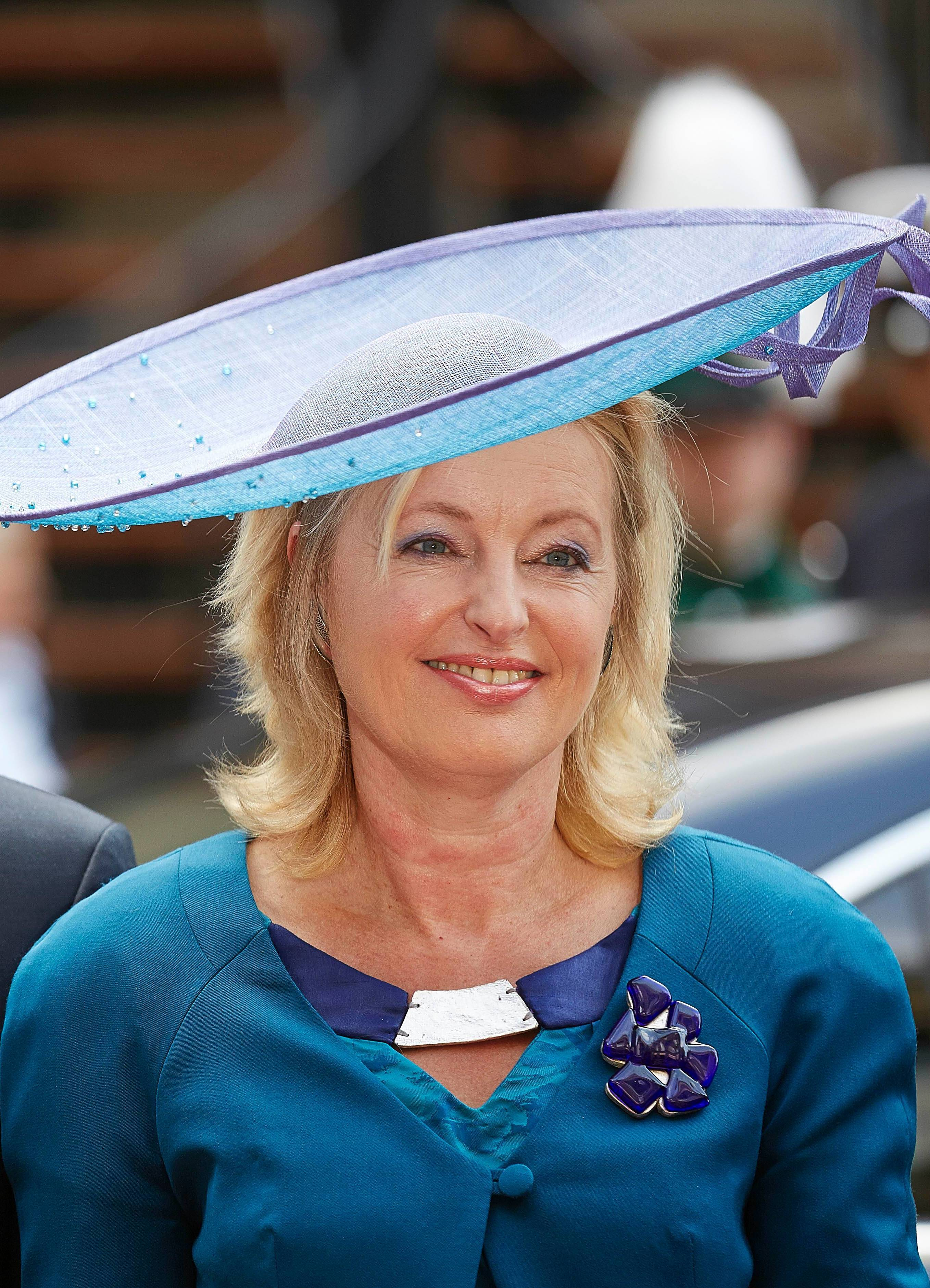
Jet Bussemaker met hatinator